# Szilo
Szilo (hebr. ‏שילה‎) – starożytne miasto. W czasach biblijnych w Szilo przechowywano Arkę Przymierza. Dziś identyfikuje się ono z miejscowością Chirbet Selun, 16 km na północ od Bet El na Zachodnim Brzegu Jordanu.

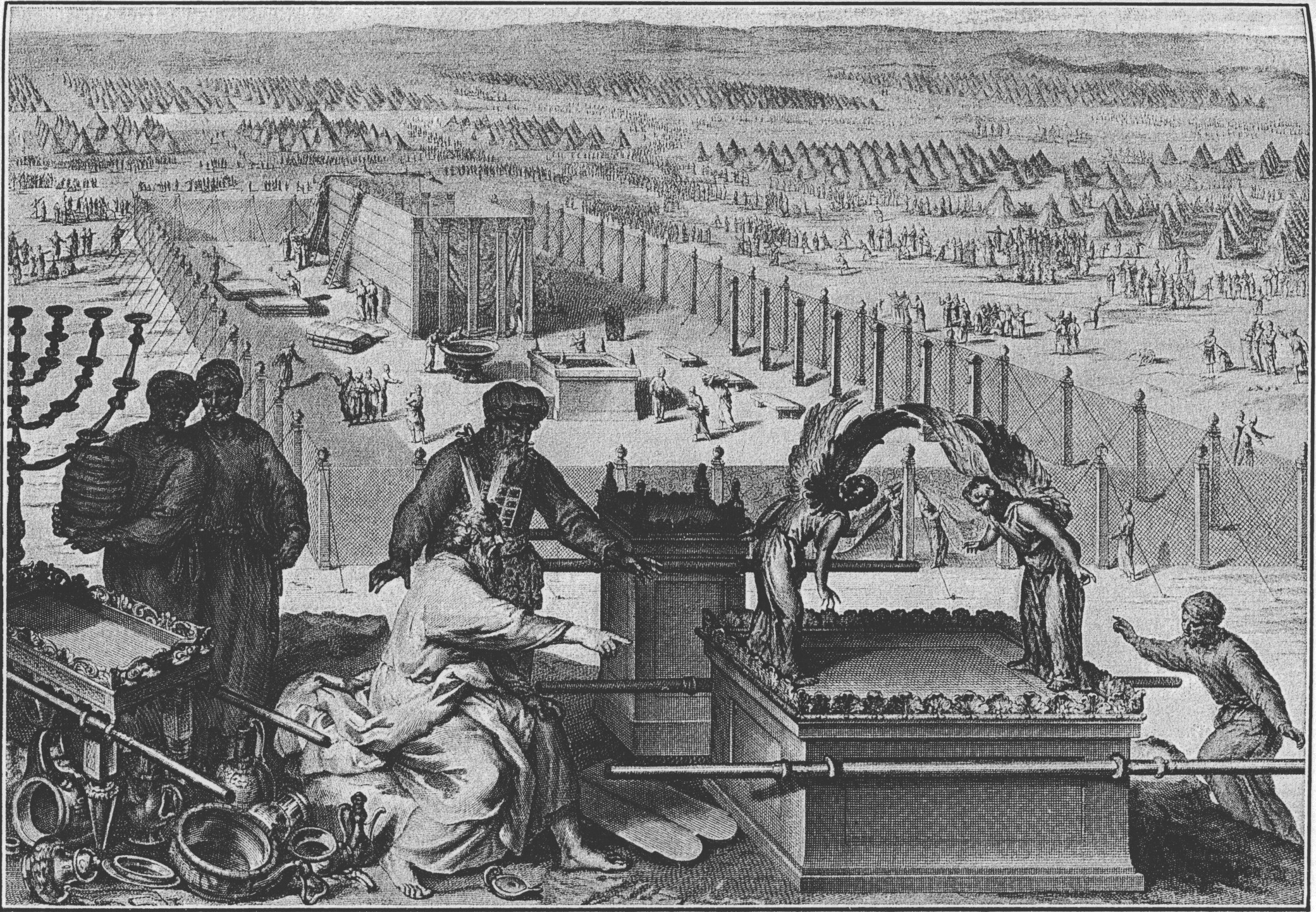
Grafika z 1728 w: Figures de la Bible

Cała społeczność Izraelitów zgromadziła się w Szilo i wzniesiono tam Namiot Spotkania.